# 常叶学园富士短期大学
常叶学园富士短期大学（日语：／ Tokoha Gakuen Fuji Tankidaigaku *），简称TGFJC，是过去一所位于日本静冈县富士市的私立短期大学。

## 概要

### 简介
- 学校最早可以追溯到1946年[1]、短期大学为于1990年开办[1]、由学校法人常叶学园、男女同校。招生到于1999年、停办于2001年[1]。

### 历史
- 1990年 常叶学园富士短期大学成立并同时设置两个学科、以下列挙[2][1]。
  - 商学科
  - 国際教养科
- 1999年 短期大学招生最后、次年停止招生[2]。
- 2001年 停办[1]。

## 学校环境
- 校区：在了静冈县富士市[注 1]

## 组织

### 学科
- 商学科
- 国際教养科

### 专科
| - 没有 |

### 业余课程
| - 没有 |

## 相关链接
- 日本短期大学列表